# Morondava
Morondava est la capitale économique et administrative du Menabe, une région de Madagascar, dans la province de Tuléar.

## Géographie
Morondava est située à l'ouest du pays, sur le delta du fleuve du même nom au bord du canal de Mozambique.
Elle se situe sur la Route Nationale No; 35 à 456 km d'Ivato (Ambositra) et à environ 640 km de Tananarive, la capitale de Madagascar.
Morondava est le nom de la Rivière qui se trouve au sud de la ville. Selon l'histoire, cette rivière était utilisée par le Roi du menabe à l'époque pour communiquer à ses peuples.Il convient de noter que les rois successifs du Menabe avaient leur siège à Mahabo lorsqu'il y avait une guerre royale à cette époque,la rivière de Morondava était utilisé par le roi comme un lieu pour échapper à ses ennemis. Il n’y avait pas de routes à cette époque, mais la rivière Morondava était la route utilisée par les migrants.De nombreux étrangers sont venus s'installer à Morondava, qui est aujourd'hui devenue la capitale régionale.

## Administration
Morondava est la capitale de la région de Menabe et du district de Morondava.

## Population
La population de Morondava a triplé en l'espace de cinquante ans et compte avec les alentours environ 70 000 habitants.
Morondava est peuplée principalement des ethnies Sakalava dit Sakalava de Menabe et Vezo ainsi que d'une notable colonie indo-pakistanaise, arrivée du temps de la colonisation française et versée dans le commerce, de quelques descendants de Chinois et de métissés européens, et depuis l'indépendance d'une colonie de Comoriens. Son nom signifie en langue malgache "La Longue Plage" comme contraction de "morona lava".

## Économie
Au plan de l'économie, la pêche est l'activité principale de la région, en particulier les crustacés. Morondava est aussi un chantier naval avec atelier mécanique. Aux alentours de la ville, le riz, le maïs, le manioc et le coton, le sucre (par les Chinois) sont cultivés, et on procède à l'élevage des zébus.
On y trouve aussi une mairie, une chambre de commerce très dynamique (disposant de nombreuses informations pour les investisseurs), un bureau de poste, trois pharmacies (avec garde alternée de nuit), deux hôpitaux (dont un en cours de modernisation) et plusieurs centres de soins vétustes mais compétents, plusieurs laboratoires pour les analyses médicales, plusieurs cybercafés, plusieurs dentistes, de nombreux médecins indépendants, plusieurs petits magasins de bricolage (relativement bien achalandés), deux boulangers (dont plusieurs pâtissiers), une agence immobilière spécialisée principalement dans la location (et accessoirement dans la vente), plusieurs villas avec chambres d'hôtes et un nombre important de guides et voyagistes (avec mise à disposition de 4X4), un station service et une discothèque

## Enseignement
Morondava possède un Lycée depuis 1965, prolongement d'un Cours d'enseignement supérieur ouvert en 1912 qui a formé plusieurs des futurs ministres de la Première République malgache avant l'Indépendance, dont le Vice-Président de la République et Ministre de l'Intérieur André Resampa. Ce lycée mixte, rebaptisé Lycée-Pôle, assure le premier comme le second cycle jusqu'aux classes de terminales préparant le baccalauréat et eut de 1965 à 1970 un corps enseignant largement français (issu de la coopération).

## Religion
Morondava est depuis 1955 le siège d'un évêché catholique, le diocèse de Morondava, auquel sont rattachées des écoles confessionnelles.
On y trouve aussi une mosquée desservant la communauté musulmane, et plus récemment un centre chiite comprenant une école islamique.

## Communications

### Routières
Avant 2011, le système routier qui reliait la ville à la capitale de Madagascar, Tananarive, était très dégradé, tant par manque de ressources financières que par les effets du climat (saison des pluies, cyclone tropical annuel). Les routes alentour et les rues de la ville étaient également dans un mauvais état, et ne conservaient par endroits pas plus de 30 % du bitume d'origine datant du temps de la colonisation française.
Depuis 2011, de grands travaux routiers ont été effectués jusqu'à fin novembre, la route qui relie Mahabo et Morondava sont entièrement goudronnée. Déjà l'axe principal de Morondava est terminé jusqu'à Nosy-Kely depuis le 26 juin 2011, mettant fin aux trous en ville et à la route ensablée de Nosy-Kely. De plus, pour réduire la montée des eaux, Colas a effectué des fortifications dans la zone du bord de mer, encore une fois Morondava renaît ; quant à l'axe national Mahabo, Antananarivo, les entreprises chinoises ont effectué également de nombreuses améliorations, rendant le trajet Morondava-Antananarivo plus confortable et la conduite plus rapide, réduisant les temps de trajet (en voiture Morondava-Antsirabé s'effectue en 6 heures de temps maximum). Sur place se trouve une gare de taxi brousse pour Belo-Tsiribinha, Mahabo, Fort-Dauphin, Maintirano etc., et de nombreux taxis, des BAJAJ et des cyclo-pousse sont à disposition de jour comme de nuit, à la course ou en location à la journée.
Beaucoup de communications locales et de transports de courte durée se font par pirogues sur le fleuve, ou par pirogues à balancier sur la mer (cabotage). En plus des camions utilisés par les administrations locales ou les commerçants, le char à bœufs est également très utilisé par les paysans.

### Aériennes
La ville dispose de son aérodrome Morondava. Par la voie aérienne, elle est à environ 500 km de Tananarive, desservie par une liaison régulière d'Air Madagascar.

## Tourisme écologique

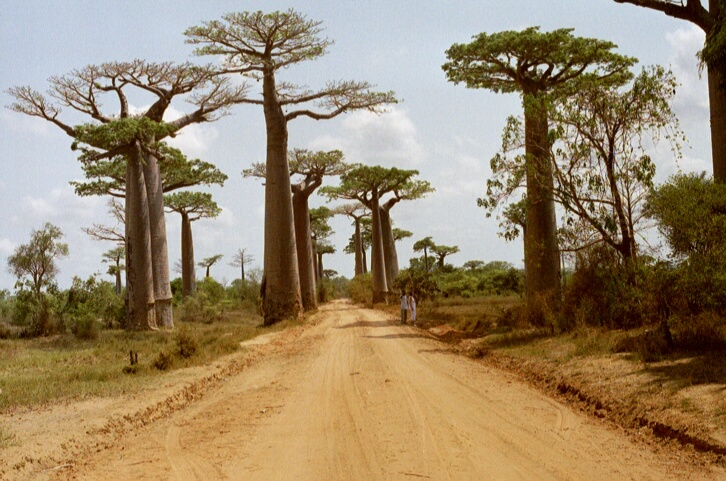
Allées des Baobabs

Des hôtels de tourisme assez simples jusqu'au 3 étoiles, certains de type bungalows, se sont installés au sud en bord de mer ou de lagune depuis quelques années, à partir des bases-vie abandonnées par les sociétés pétrolières, lesquels permettent de faire visiter la région, notamment au nord la spectaculaire Allée des baobabs et bien d'autres espèces endémiques de baobabs aux alentours comme le baobab amoureux ou le baobab sacré, qui attirent des touristes du monde entier (carte postale de Madagascar), et plus au nord dans la région du Melaky, dans le district d'Antsalova le parc national du Tsingy de Bemaraha, inscrit au patrimoine mondial de l'Unesco. Plus près, à 40 km au nord-est de Morondava se trouve le Parc national de Kirindy Mitea qui renferme trois espèces endémiques de baobabs et de très nombreuses espèces endémiques d'animaux, sept espèces de lémuriens, des fossas, des reptiles dont des caméléons, geckos et des serpents.